# Heinz Neusinger

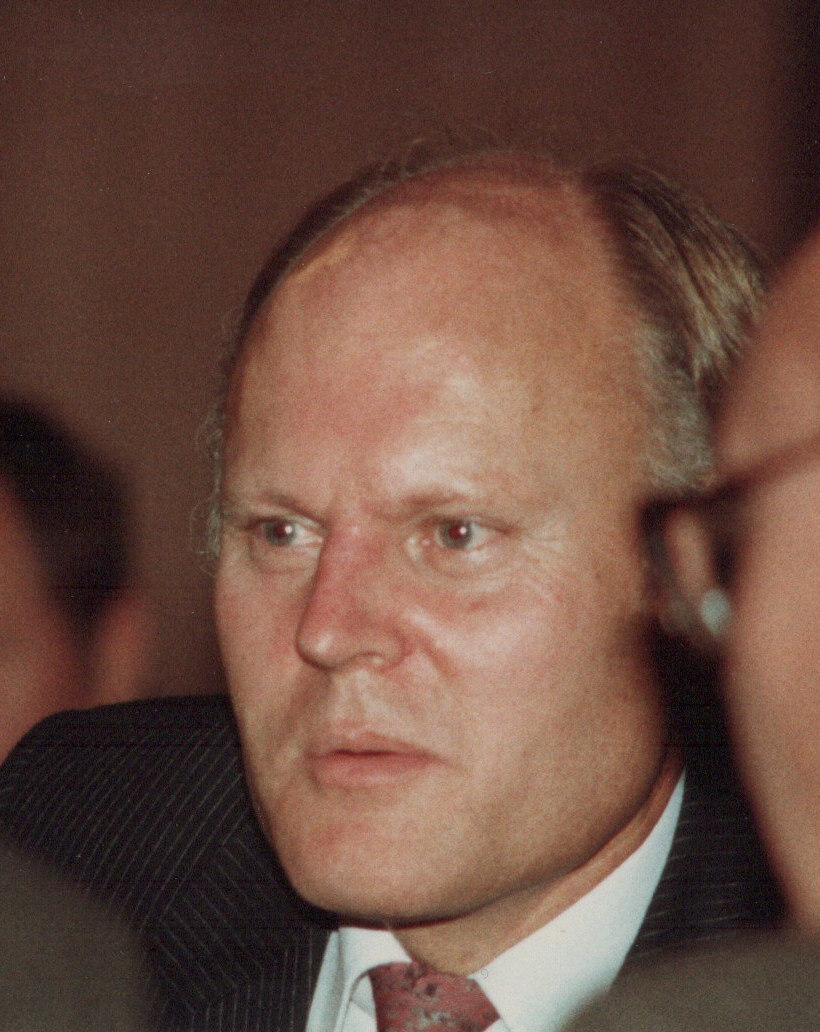
Heinz Neusinger beim Nürnberger Thomastag 1984

Heinz Neusinger (* 17. Juli 1938 in Nürnberg) ist ein deutscher Jurist. Er war Präsident des Oberlandesgerichts Nürnberg und ist Träger des Bayerischen Verdienstordens.

## Leben
Heinz Neusingers Vater Heinrich Neusinger war Rechtsanwalt und Bürgermeister von Hersbruck. Heinz Neusinger legte 1957 das Abitur an der Oberrealschule Hersbruck ab, studierte Jura an der Friedrich-Alexander-Universität Erlangen-Nürnberg und trat im Sommersemester 1958 der musischen Studentenverbindung AMV Fridericiana Erlangen bei.
Ab 1961 arbeitete er als Rechtsreferendar in Nürnberg, Ansbach und Hersbruck. 1965 wurde er Gerichtsassessor, 1967 Staatsanwalt und 1968 Landgerichtsrat in Nürnberg, 1975 Richter am Oberlandesgericht Nürnberg, 1985 dort Vorsitzender Richter und 1986 dort Vizepräsident. 1992 wechselte er als Präsident an das Landgericht Nürnberg-Fürth. Vom 1. Februar 1998 bis 31. Juli 2003 schließlich war Neusinger Präsident des Oberlandesgerichts Nürnberg; anschließend trat er in den Ruhestand in Hersbruck. 2001 erhielt er den Bayerischen Verdienstorden.